# 欧金中案
欧金中案，是2021年10月10日下午近二時，在中国福建省莆田市平海镇发生的一起刑事案件，村民欧金中因建房与邻居有所纠纷，及後欧金中以刀伤人，造成2死3伤。案发后，嫌疑人欧金中一度在逃；至同月18日，莆田警方通报称，于當天15时许，在上林村附近一个山洞内围困嫌疑人，并称其畏罪自杀，后送医抢救无效。

## 背景
2017年，欧金中向当地政府申请危房翻盖，房屋新建手续按政府程序批下后，欲将原400多平方米的房子和院子全部拆掉，原地建为150平方米的临时住所，欧金中在微博發文称，他在建房中多次遭到附近邻居與黑勢力村霸集團的打砸阻挠，「至今還未開建、求助無果，個別村幹部不作為」致其89歲母親與他五年來無處容身，他並稱已在省內與市內上訪過均無回音。
秀屿区政府介绍，2017年9月，欧金中办理危房新建手续后，建房过程中，欧金中与邻居欧某贵（争议面积约100平方米）、欧某发（被害人，争议面积约10平方米）、欧某勇（争议面积约11-12平方米）发生纠纷。
上林村村支书表示，欧金中一去盖房，几家人就跑出来，村委多次协调，但欧金中妻子多次不同意协调方案，平海镇工作人员也曾前往协调，但此后又遭邻居阻拦，建房暂停。

## 当事人

### 嫌疑人
欧金中（1966年12月5日─2021年10月18日）（在部分媒体报道或警方通報中称“欧某中”，或误称“欧全中”），55岁，已婚並有四子女，在2021年1月至6月期間曾以@用户7361829830在新浪微博上多次发布求助信息，事发后该微博用户不存在（查看显示为“用户自主关闭”）。

### 被害人
被害人为一家祖孙四代，死者为欧某发爷爷欧某九（78歲），欧某九兒媳欧某英（55歲），伤者為欧某英兒子欧某群（34歲）、欧某群儿子歐某軒（9歲）、欧某九妻子林某梅（83歲）。

## 事发前
据当地村民告诉封面新闻，欧金中与被害人一家为邻居，事发前两家多次发生矛盾，主要在旧房翻修上，知情者称欧金中为人和善，曾经在海边见义勇为救过一个小孩，没有想到他会杀人。
事发当天，欧金中家的房顶铁皮被台风刮走，欧金中前往拾取时，不小心碰到了被害人一家的菜地上，双方因此发生争执。，當天下午1时51分，欧金中持刀闯入欧某发家中砍傷其家人，被害人家的监控显示欧金中在1点54分离开，行凶過程仅用3分钟。
在新京报记者探访欧金中家中时，发现一个一条裝烟盒，背面写满各媒体及政府部门的联系方式。

## 事发后
2021年10月10日，秀屿区分局发布协查通报，福建莆田上林村发生一起重大刑案，村民欧某中有重大作案嫌疑。同时微信公众号 “平海之声”以平海镇人民政府发布悬赏通告，提及了欧金中全名和身份证号，悬赏为提供线索、抓获奖励五万，未引起波澜。
事件登上微博热搜后，网络开始广泛传播欧金中微博曾经求助的图片，引发网友同情，批评当地政府不作为才导致的惨案。
10月12日晚，针对网友反映的基层干部不作为问题，秀屿区纪委、监委已启动调查程序，将依纪依法严肃处理。
10月13日，平海之声再发悬赏通告；因内容称“线索奖励2万，发现尸体奖励5万”，引起轩然大波，被质疑是在“买凶杀人”，后官方将该通报删除。
10月14日，莆田警方回应称，该案件不存在涉黑涉恶情况。
10月14日，一位自称是30年前被欧金中救的孩子 @千年幽歌 在微博发布视频，称欧金中是个善良有正义感的人，对事情如今的发展感到难过，同时希望欧金中自首，后该微博被删除。
10月16日，秀屿区治违办下发《关于暂停农村个人建房施工及开展农村个人建房安全隐患大排查的紧急通知》，即日起全区所有在建农村个人建房一律暂停施工；同时立即制止排查时发现的违章建设行为。
10月18日15时许，欧金中于莆田市秀屿区平海镇上林村附近一山洞拒捕并自杀，经送医院抢救无效死亡。
10月19日，秀屿区紀委與政府在接聽自由亞洲電台查詢電話時均承認案情中有部分資訊涉因及機密不能公佈
。
及後在互聯網上流傳一張由福建莆田仙游縣公安局在2021年10月18日開出的，在同日零時對歐金中前妻歐某香因涉嫌包庇罪，據此執行的指定居所監視居住通知書。三天後浙江日报下屬之天目新聞記者致電莆田市公安局查詢，獲回覆「未聽說此事且並不知情」。報道在新浪微博上引發大陸網民激憤，在新聞討論留言批評當地警方死無對證後還要栽贓嫁禍。

## 相关
2021年10月12日，福建省人民政府办公厅下发《关于进一步强化农村建房安全管理的通知》，其中提到 “保障农民合法建房需求，严防发生农村建房群死群伤事故”，不过，该通知虽发布日期为10月12日，但落款为9月30日。